# Klaus Beck
Klaus Beck (* 1963) ist ein deutscher Kommunikationswissenschaftler.
1982 begann Beck an der Freien Universität Berlin ein Studium der Publizistik- und der Theaterwissenschaft. Nach seinem Abschluss als Magister artium 1989 erhielt er eine Stelle als Wissenschaftlicher Mitarbeiter im Arbeitsgebiet Ökonomie und Technik der Massenkommunikation bei Axel Zerdick am Institut für Publizistik und Kommunikationspolitik der FU Berlin sowie Lehraufträge an der HFF Potsdam und der Journalisten-Weiterbildung der FU Berlin.
1994 wurde Beck an der FU zum Dr. phil. promoviert mit einer Dissertation über „Medien und die soziale Konstruktion von Zeit“.
Anschließend war er in zunächst freiberuflich tätig (u. a. Technikfolgenabschätzung für den Deutschen Bundestag) sowie als Lektor für den Wissenschaftsverlag Volker Spiess. 1997 wurde Beck Wissenschaftlicher Assistent für Theorie der Telematik und Computer Literacy am Lehrstuhl von Peter Glotz für Kommunikationswissenschaft der Universität Erfurt. Von 2000 bis 2002 vertrat Beck die Hochschuldozentur für Theorie und Soziologie der Öffentlichen Kommunikation/Medienethik am Institut für Kommunikations- und Medienwissenschaft der Universität Leipzig. Im April 2002 ernannte ihn das Ministerium zum Hochschuldozenten für Theorie und Soziologie der öffentlichen Kommunikation unter besonderer Berücksichtigung der Medienethik.
Ab April 2003 vertrat Beck den Lehrstuhl für Kommunikationswissenschaft an der Universität Greifswald. Im April 2004 ernannte die Uni ihn zum Universitäts-Professor. Im Oktober 2007 folgte er dem Ruf der FU auf die Professur für Publizistik- und Kommunikationswissenschaft mit dem Schwerpunkt Kommunikationspolitik/Medienökonomie.
Seit dem Sommersemester 2018 hat er den Lehrstuhl für Kommunikationswissenschaft der Universität Greifswald inne.
Zu seinen Forschungsschwerpunkten gehört die Wirtschaftsberichterstattung.

## Veröffentlichungen (Auswahl)
- Klaus Beck: Kommunikationswissenschaft. 4. Auflage. UVK, Konstanz 2015 (UTB basics), ISBN 978-3-8252-4370-8, 253 S.
- Soziologie der Online-Kommunikation (= essentials). Springer VS, Wiesbaden 2014.
- Das Mediensystem Deutschlands. Strukturen, Märkte, Regulierung. Springer VS, Wiesbaden 2012.